# ディアス・イェレンガイポフ
ディアス・イェレンガイポフ（カザフ語: Диас Еренгаипов、ラテン字：Dias Yerengaipov、1995年4月29日 - ）は、カザフスタンの男性プロ総合格闘家。パブロダール州エキバストゥス出身。ファイトクラブ・アフマト所属。現Naiza FCフライ級王者。ディアス・エレンガイポフとも表記される。

## 来歴
カザフスタンで生まれ育ち、若年期よりレスリングを学ぶ。のちに総合格闘技へ転向し、カザフスタン国内の大会を中心にキャリアを積んだ。
2021年ごろからOctagon Leagueなどの地域団体に参戦。グラウンドでのコントロール能力と打撃のバランスの取れたスタイルで評価を高める。
2023年8月、ラジズコン・ウズベコフとNaiza FCフライ級王座決定戦に臨み4Rギロチンチョークで1本勝ちを収めフライ級王座を獲得した。

## 人物
打撃よりもレスリングを主軸とするファイターで、組み付きからのコントロールやポジショニングに長けている。母国語であるカザフ語のほか、ロシア語も使用する。

## 戦績
| 総合格闘技 戦績 | 総合格闘技 戦績 | 総合格闘技 戦績 | 総合格闘技 戦績 | 総合格闘技 戦績 | 総合格闘技 戦績 | 総合格闘技 戦績 |
| --------------- | --------------- | --------------- | --------------- | --------------- | --------------- | --------------- |
| 20 試合         | (T)KO           | 一本            | 判定            | その他          | 引き分け        | 無効試合        |
| 17 勝           | 5               | 7               | 5               | 0               | 0               | 0               |
| 3 敗            | 0               | 1               | 2               | 0               | 0               | 0               |

| 勝敗 | 対戦相手                     | 試合結果                     | 大会名                                                                 | 開催年月日     |
| ○    | ホセ・トーレス               | 5分3R終了 判定3-0            | BRAVE CF 95                                                            | 2025年5月30日  |
| ○    | マルチャーノ・フェレイラ     | 5分3R終了 判定3-0            | BRAVE CF 91                                                            | 2024年12月13日 |
| ○    | 福田龍彌                     | 5分5R終了 判定3-0            | Naiza FC 55: Yerengaipov vs. Fukuda 【Naiza FCフライ級タイトルマッチ】 | 2023年12月6日  |
| ○    | ラジズコン・ウズベコフ       | 4R 1:39 ギロチンチョーク     | Naiza FC 50 【Naiza FCフライ級王座決定戦】                             | 2023年3月18日  |
| ○    | アブドゥラ・アリエフ         | 5分3R終了 判定2-1            | UAE Warriors 30                                                        | 2022年7月2日   |
| ○    | イスラム・コンチエフ         | 5分3R終了 判定3-0            | Naiza FC 39                                                            | 2022年4月20日  |
| ○    | エルハン・イブラギムハリロフ | 1R 3:20 TKO（エルボー）      | Naiza FC 31                                                            | 2021年6月25日  |
| ○    | ミルザメディン・パジロフ     | 1R終了 TKO（負傷）           | Naiza FC 28                                                            | 2021年1月29日  |
| ×    | アレクセイ・シャポシニコフ   | 5分3R終了 判定0-3            | ACA 94: Krasnodar                                                      | 2019年3月30日  |
| ×    | マゴメドガジ・シラズディノフ | 5分3R終了 判定0-3            | WFCA 53: Abdurahmanov vs. Abdulaev                                     | 2018年10月4日  |
| ○    | シャミル・イラシャノフ       | 1R 2:49 ギロチンチョーク     | WFCA 47 - International Tournament                                     | 2018年4月1日   |
| ○    | クアニシュ・アレクサンドロフ | 1R 4:37 TKO（パンチ）        | AFC: Double Impact                                                     | 2017年12月14日 |
| ×    | ムラド・ゼイヌラビドフ       | 1R 3:25 リアネイキドチョーク | WFCA 35 - Battle in Astana                                             | 2017年4月1日   |
| ○    | ユルガルベク・ヌリディノフ   | 1R 4:10 リアネイキドチョーク | Altay Republic MMA League - Confrontation 2016                         | 2016年11月10日 |
| ○    | アザマト・コラボエフ         | 1R 1:19 ブラボーチョーク     | WFCA 28 - Irtysh Battle                                                | 2016年8月27日  |
| ○    | ヌルベイ・ミルザリエフ       | 3R 2:34 リアネイキドチョーク | Nomads Absolute Challenge - Nomad Fights: 1st Battle                   | 2016年8月7日   |
| ○    | メロズ・アブドゥラエフ       | 1R 1:35 TKO（パンチ）        | WFCA 18 - Grand Prix Akhmat                                            | 2016年4月15日  |
| ○    | マキシム・ヴォロノフ         | 3R 1:26 リアネイキドチョーク | WFCA 12 - Grozny Battle                                                | 2015年12月16日 |
| ○    | エフゲニー・シャケノフ       | 1R 3:05 腕ひしぎ三角固め     | WFCA 8 - Irtysh Battle                                                 | 2015年8月29日  |
| ○    | アイベック・コジャクメトフ   | 1R 0:30 TKO（パンチ）        | WFCA 8 - Irtysh Battle                                                 | 2015年8月29日  |

## 獲得タイトル
- Naiza FCフライ級王座（2023年）防衛1